# Cattedrale di Nostra Signora delle Grazie (Nicosia)
La cattedrale di Nostra Signora delle Grazie è la cattedrale cattolica maronita della città di Nicosia, a Cipro, ed è sede dell'arcieparchia di Cipro.

## Storia
La prima cattedrale era dedicata a San Giovanni ma durante l'occupazione turca fu trasformata in moschea. La comunità maronita eresse la chiesa della Santa Croce, in seguito affidata ai francescani, quindi l'attuale chiesa di Nostra Signora delle Grazie, in prossimità della chiesa francescana.
Solo nel 1960 venne eretta la sede del vicariato e gli edifici circostanti.
Il 6 giugno 2010 papa Benedetto XVI, primo papa a compiere un viaggio apostolico sull'isola, ha visitato la cattedrale di Nicosia.